# Grand Prismatic Spring

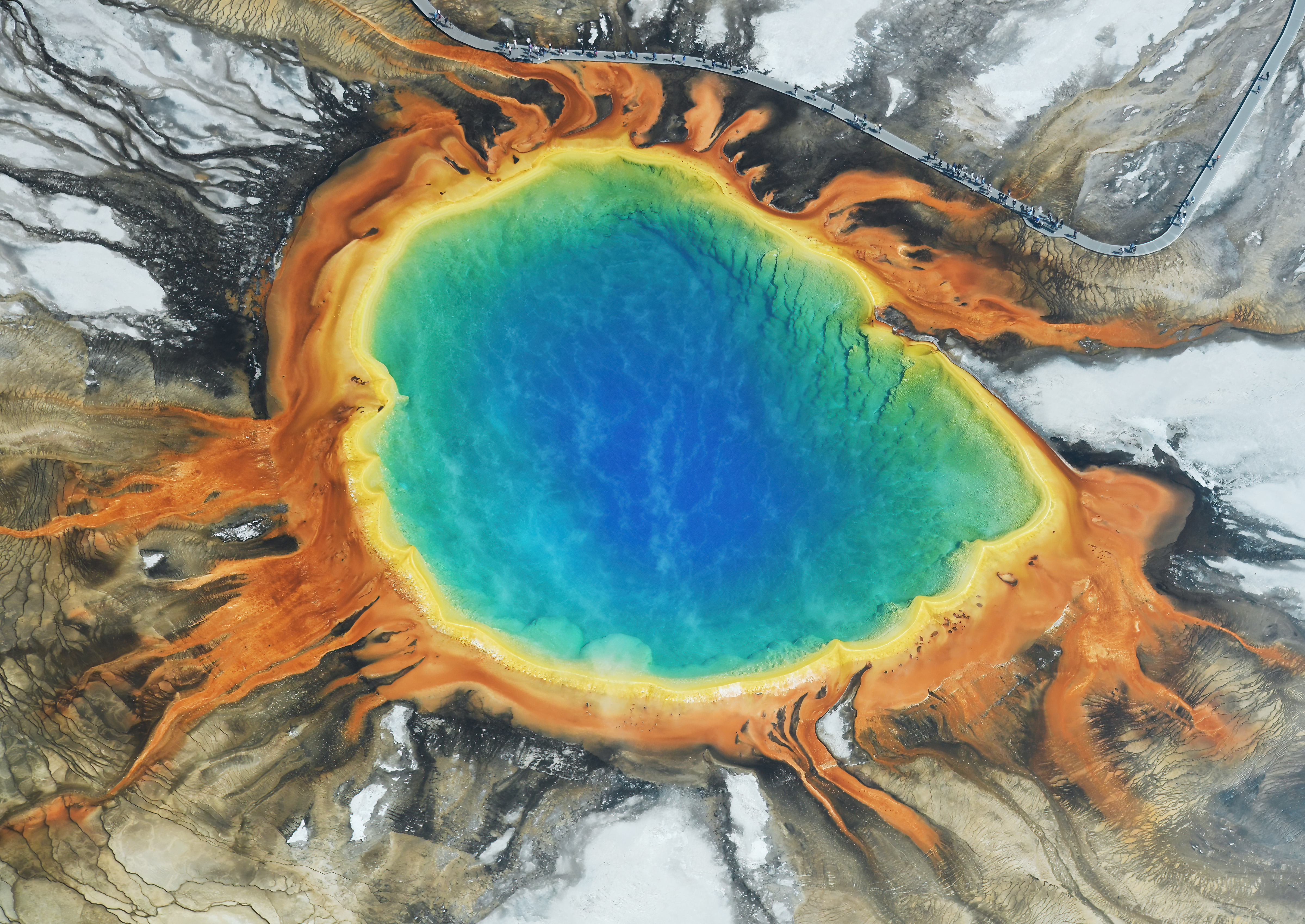
Grand Prismatic Spring vanuit de lucht

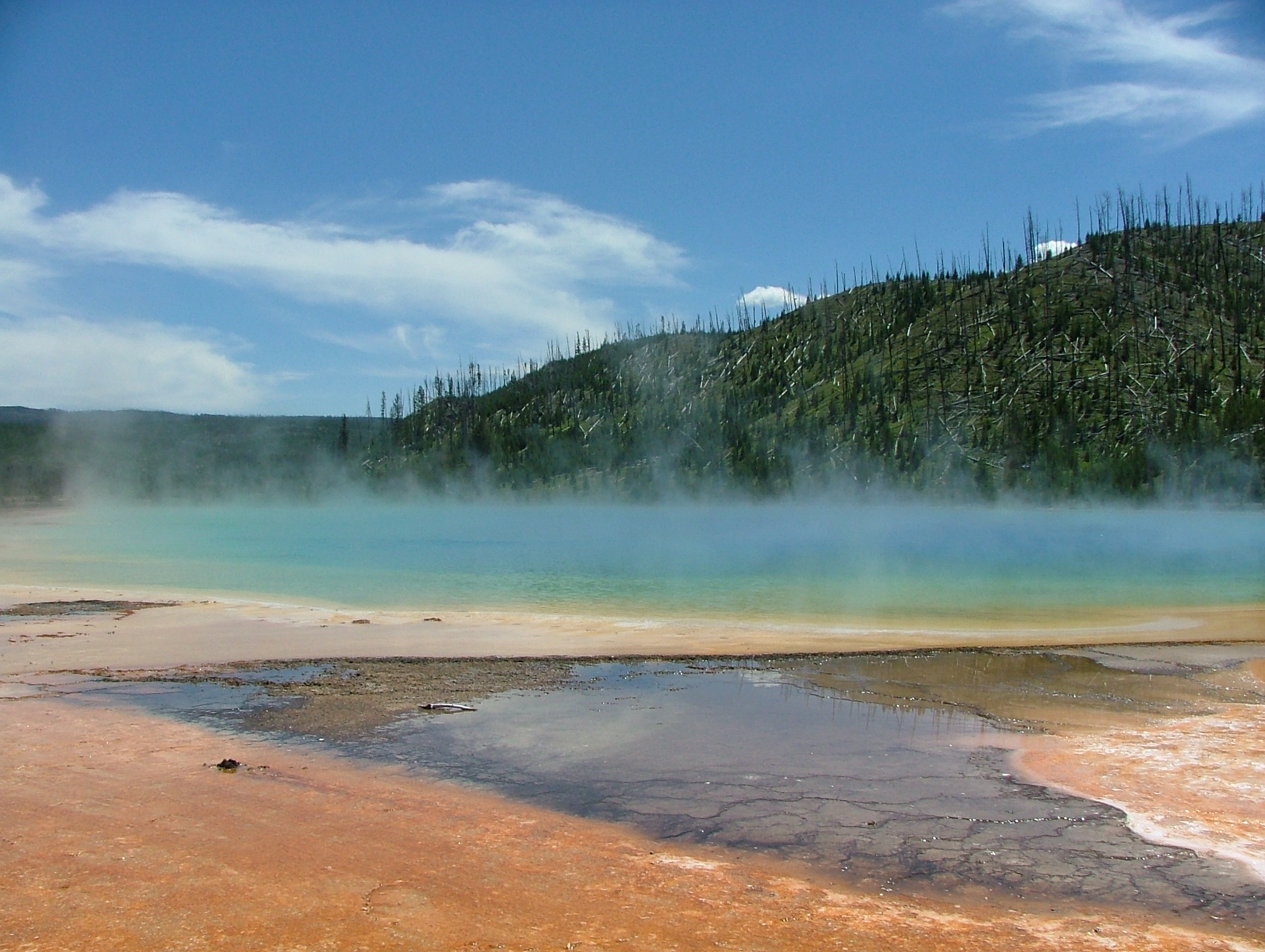
Grand Prismatic Spring

De Grand Prismatic Spring is een warmwaterbron in het Midway Geyser Basin in het Amerikaanse Nationaal park Yellowstone. De bron is 75 bij 90 meter en heeft een diepte van 49 meter. Het water heeft een constante temperatuur van ongeveer 70°C. Gemiddeld komt er 2000 liter water per minuut vrij uit de bron.
Doordat het water extreem zuiver is, heeft het een diepe blauwe kleur. De oranje kleur aan de zijkanten wordt veroorzaakt door bacteriën die in de microbiële matten leven langs de randen van de bron, waar het water voldoende is afgekoeld.
In 1839 werd voor het eerst melding gemaakt van waarschijnlijk deze bron.